# یوکیو کوجیما
یوکیو کوجیما (انگلیسی: Yukiyo Kojima؛ زادهٔ ۱۰ دسامبر ۱۹۴۵) بازیکن والیبال اهل ژاپن است.